# کارآگاه (فیلم ۱۹۶۸)
کارآگاه (انگلیسی: The Detective) فیلمی به کارگردانی گوردون داگلاس است که در سال ۱۹۶۸ منتشر شد.

## بازیگران
- فرانک سیناترا
- لی رمیک
- ژاکلین بیست
- رالف میکر
- جک کلاگمن
- ویلیام ویندام
- رابرت دووال
- شوگر ری رابینسون
- رینی تیلور